# اونو اولبری
اونو اولبری (انگلیسی: Uno Ullberg؛ ۱۵ فوریه ۱۸۷۹ – 12 January ۱۹۴۴) معمار اهل فنلاند بود.